# Banque cantonale de Glaris
La Banque cantonale de Glaris (Glarner Kantonalbank, GLKB) est une banque cantonale suisse dont le siège social est à Glaris.